# Paracassina
A Paracassina  a kétéltűek (Amphibia) osztályába, a békák (Anura) rendjébe és a mászóbékafélék (Hyperoliidae) családjába tartozó nem.

## Elterjedésük
A nembe tartozó fajok Etiópia endemikus fajai.

## Rendszerezés
A nembe az alábbi fajok tartoznak:
- Paracassina kounhiensis (Mocquard, 1905)
- Paracassina obscura (Boulenger, 1895)